# Stygocyclopia philippensis
Stygocyclopia philippensis is een eenoogkreeftjessoort uit de familie van de Pseudocyclopiidae. De wetenschappelijke naam van de soort is voor het eerst geldig gepubliceerd in 1999 door Jaume, Fosshagen & Iliffe.